# Japalura planidorsata
Japalura planidorsata là một loài thằn lằn trong họ Agamidae. Loài này được Jerdon mô tả khoa học đầu tiên năm 1870.